# Spugnole

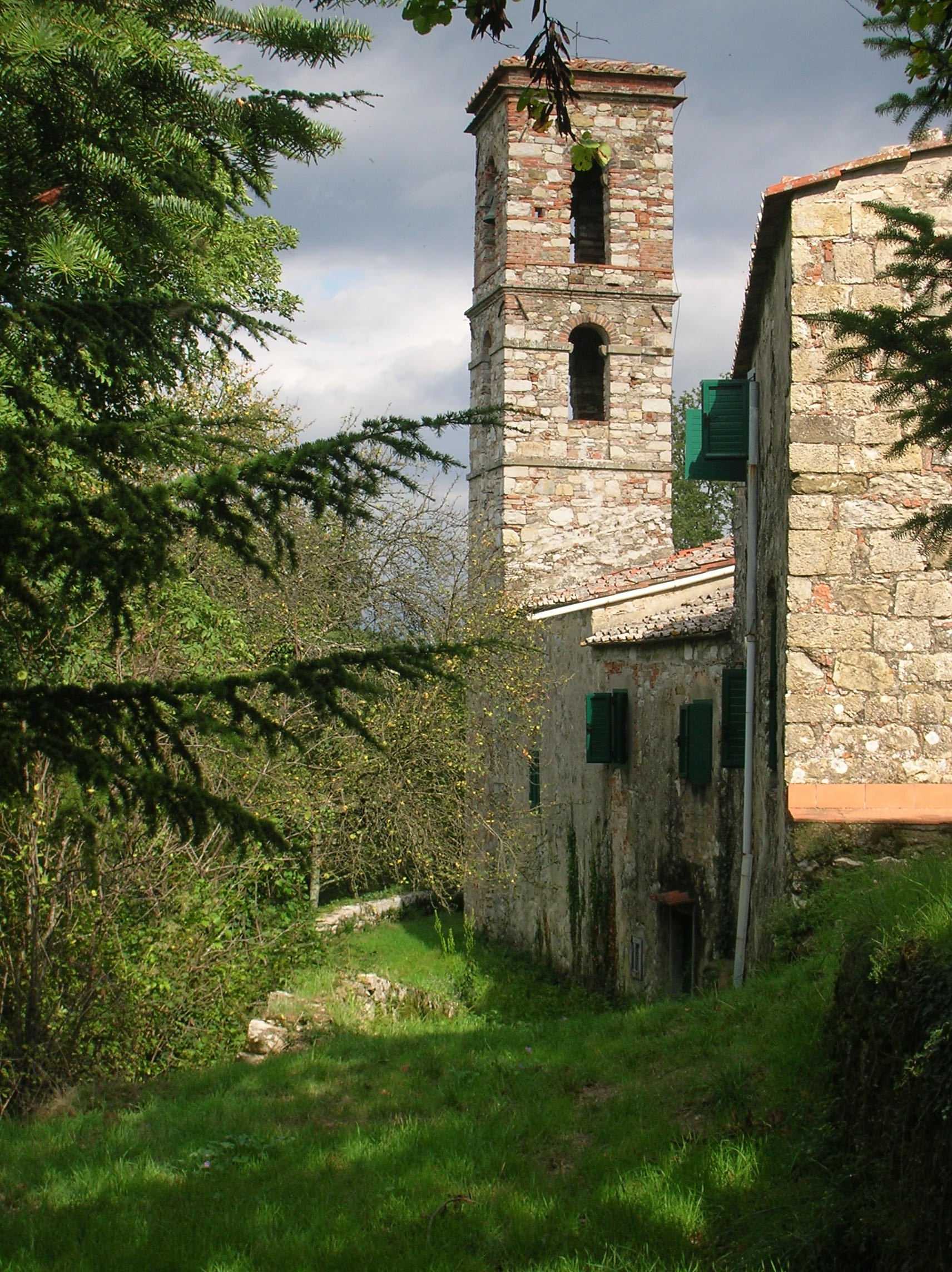
San Niccolò a Spugnole

Spugnole je část italské obce San Piero a Sieve, ležící na levé straně Carza, ve výšce 441 metrů. Stál zde hrad rodu Ubaldini, který zničil Castruccio Castracani při svém tažení proti Florencii. Místo je poprvé zmiňováno roku 1066, v darovací listině, která potvrzuje existenci hradu a tří kostelů: San Bartolomeo, San Niccolò a Santa Maria a Spugnole. Roku 1324 byl hrad přestavěn a vybaven obrannými prvky. Zbytky hradeb a věže jsou patrné v zástavbě kolem kostela.
Zachoval se zde kostel San Niccolò a Spugnole a v blízkosti stojí Villa Medicea del Trebbio.